# Enif
Enif (epsilon Pegasi) is de helderste ster in het sterrenbeeld Pegasus.
De ster staat ook bekend als Enf, Enir, Al Anf, Os Pegasi en Fom. De ster is een rode superreus en varieert in helderheid. In 1972 bereikte Enif even magnitude +0,7 om daarna al snel weer terug te zakken naar zijn gewoonlijke helderheid. Men speculeert dat dit het gevolg was van een zeer grote en heldere "sterrenvlam".
Vier en een halve graad ten noordwesten van Enif is de bolvormige sterrenhoop M15 te vinden. De helderheid hiervan is 7,5 magnitude en dus niet zichtbaar met het blote oog. Een kleine telescoop volstaat om de schijnbare nevelachtigheid van deze sterrenhoop te zien te krijgen.

## Pulfrich effect
Enif is een typisch voorbeeld van een ster waar het optische verschijnsel Pulfrich-effect aan kan waargenomen worden. Dit effect is beschreven op bladzijden 1372-1373 in Burnham's Celestial Handbook (Robert Burnham, Jr.). Dit verschijnsel was ontdekt door de astronoom John Herschel. Deze ster kreeg dan ook de aanduiding John Herschel's Pendulum Star.

## Casque
Een V-vormig of driehoekvormig telescopisch asterisme op een halve graad ten noordnoordwesten van de ster Enif kreeg van Franse amateur astronomen de bijnaam Casque. Het bestaat uit vijf sterren in de vorm van een helm of een ietwat stompe pijlpunt. Deze vijf sterren zijn afgebeeld op kaart 211 van Wil Tirion's Uranometria 2000.0 sterrenatlas.

## NGC 7132
Driekwart graad ten oostnoordoosten van Enif is het sterrenstelsel NGC 7132 te vinden.